# 荷蘭文學
廣義的荷蘭文學是指以荷蘭語撰寫而成的文學作品，主要產地包括荷蘭、比利時、蘇利南和荷屬安地列斯，以及法國佛蘭德地區、南非和印度尼西亞等過去荷蘭語曾經通行的區域。其中，荷屬東印度（即荷蘭殖民時期的印度尼西亞）催生了荷蘭文學下的一個分支，稱為荷屬東印度文學。荷蘭文學也包括一些非母語作家的作品，例如安妮·法蘭克和卡德爾·阿卜杜拉。最初的荷蘭文學是以低地國的諸荷蘭方言撰寫而成的，現代的荷蘭語是由古代法蘭克語等諸方言演變而來，在十七世紀以前並沒有統一的語言。狹義的荷蘭文學也可以指產地是荷蘭的文學作品。
廣義而言，十九世紀逐漸興起的南非語文學也是荷蘭文學的一個分支，因為南非語演變自十七世紀時的荷蘭語。